# USS Thorn (DD-647)
Эскадренный миноносец «Торн» (англ. USS Thorn (DD-647)) — американский эсминец типа Gleaves.
Заложен на верфи Federal Shipbuilding, Kearny, Кирни 15 ноября 1942 года. Спущен 28 февраля 1943 года, вступил в строй 1 апреля 1943 года.
Выведен в резерв 6 мая 1946 года. Из ВМС США исключён 1 июля 1971 года.
Потоплен 26 августа 1974 года как цель близ побережья Флориды.